# Лисовский, Владислав Валерьевич
Владислав Валерьевич Лисовский (род. 7 марта 1996, Белорецк, Башкортостан) — российский баскетболист, играющий на позиции разыгрывающего защитника.

## Карьера
В детстве занимался бальными танцами, но в возрасте 7 лет увлёкся баскетболом. В спортивной школе Белорецка не было команды его возраста, и Лисовский занимался с ребятами 1992 года рождения, которые были старше на 4 года. В 4 классе стал принимать участие в республиканских соревнованиях. В Магнитогорске, где жил отец, некоторое время тренировался, а затем начал выступать на соревнованиях в Челябинской области. В возрасте 14 лет Лисовский уехал в Пермь в областную юношескую команду. Спустя год получил приглашение в «Купол Родники-ДЮБЛ». С 2014 по 2017 год выступал за молодёжную команду «Локомотива-Кубань».
В мае 2015 года Лисовский в составе сборной РФСО «Локомотив» принял участие в чемпионате Международного спортивного союза железнодорожников в бельгийском городе Намюр. В финальном российская команда победила команду Франции со счётом 79:63.
Сезон 2017/2018 начинал свободным агентом, и в течение полугода был без команды. В январе 2018 года подписал контракт с «АлтайБаскетом».
В сентябре 2019 года стал игроком «Иркута».